# Kornstadfjorden
Kornstadfjorden er en fjord langs kommunegrænsen mellem Eide og Averøy kommuner på Nordmøre i Møre og Romsdal fylke i Norge. Fjorden har indløb mellem Tevikholmen i nordøst og Ramsvikneset i sydvest og er en fortsættelse af Lauvøyfjorden. Den går 9 kilometer mod sydøst til Rånestangen på sydvestsiden af Averøya. Øst for Rånestangen går Kvernesfjorden mod nordøst på sydøstsiden af  øen.
Bygden Lyngstad ligger på vestsiden af fjorden og det samme gør bebyggelsen Øygarden. På den modsatte side, over  for Øygarden ligger Steinsgrenda på Averøya.  Kommunecenteret Eide ligger helt mod syd i fjorden, i overgangen mellem Kornstadfjorden og Kvernesfjorden. 
Fylkesvej 64 går langs vestsiden af fjorden, mens fylkesvej 247  går på østsiden.